# Hynobius guabangshanensis
Hynobius guabangshanensis е вид земноводно от семейство Hynobiidae.

## Разпространение
Видът е разпространен в Китай.